# پادشاهی‌های موسی
پادشاهی‌های موسی، گروهی از پادشاهی‌ها در بورکینافاسوی امروزی بودند که صدها سال بر منطقه رودخانه ولتای علیا تسلط داشتند. بزرگ‌ترین پادشاهی موسی، پادشاهی اوآگادوگو بود. پادشاه اوآگادوگو، معروف به موگو ناآبا یا پادشاه تمام جهان، به‌عنوان امپراتور تمام موسی‌ها خدمت می‌کرد. اولین پادشاهی زمانی تأسیس شد که جنگجویانی از پادشاهی باستانی بزرگ ناآ گبوا در منطقه غنای امروزی و جنگجویان مانده به این منطقه نقل‌مکان کردند و با مردم محلی ازدواج کردند. تثبیت قدرت سیاسی و نظامی پادشاهی‌های مختلف در قرن سیزدهم آغاز شد و منجر به درگیری بین پادشاهی‌های موسی و سایر کشورهای قدرتمند مجاور شد. در سال ۱۸۹۶، فرانسوی‌ها پادشاهی‌ها را به‌دست گرفتند و مستعمره ولتای علیای فرانسه را ایجاد کردند که برای چندین دهه عمدتاً با استفاده از ساختار اداری موسی اداره می‌شد.
برخی از پادشاهی‌های موسی هنوز هم به‌عنوان سلطنت غیرمستقل در بورکینافاسو وجود دارند. برجسته‌ترین آنها، نعبا بائونگو دوم است که درحال‌حاضر به‌عنوان موگو نعابا از وگودوگو (واگادوگو) سلطنت می‌کند. پادشاهی‌های بوسوما، فادا نگورما، تنکودوگو و یاتنگا درحال‌حاضر به شیوه‌ای مشابه، هر کدام با پادشاهان خود، در کنار هم زندگی می‌کنند. درحالی که آنها دیگر حاکمیت ندارند، همچنان برخی از نفوذ فرهنگی و سیاسی خود را حفظ کرده‌اند.

## تاریخچه

### مبدأ
روایت‌ها از خاستگاه پادشاهی‌های موسی و بخش‌هایی از تاریخ آنها دقیق نیست و روایت‌های شفاهی متناقضی در مورد جنبه‌های خاصی از داستان با هم اختلاف نظر دارند. داستان خاستگاه از این نظر منحصربه‌فرد است که یک زن نقش کلیدی به‌عنوان جد دودمان سلطنتی ایفا می‌کند.
یک روایت شفاهی برجسته ادعا می‌کند که ریشه‌های موسی به زمانی برمی‌گردد که یک شاهزاده‌خانم مور-داگبامبا، به نام یننگا، به‌دلیل اختلاف با پدرش، نا گبوا، بنیان‌گذار پادشاهی سه پادشاهی فعلی مامپروگو، داگبان و نامومبا، خانه را ترک کرد.
گروه قومی داگبامبا شامل مردم مامپروسی، داگومبا، نانومبا و موسی است. این چهار زیرگروه از سه پسر و دختر پادشاه بزرگ، نا گبوا، منشعب شدند. نا گبوا پادشاهی خود را از پوسیگا، نزدیک باوکو، که تقریباً در تمام شمال غنا، بورکینافاسو و بخش‌هایی از شمال توگو امتداد داشت، تأسیس کرد. شاخه موسی از یننگا، خواهر سه برادر است. بزرگ‌ترین پسر، نایری، پادشاه مامپروگو است که در نالریگو ساکن است. برادر کوچکتر او یا ناآ، پادشاه داگون است که در یندی ساکن است. سومین و کوچک‌ترین برادر، پادشاه نانومبا است که در بیمبیا ساکن است. نوه‌های یننگا، پادشاهان تنکودوگو، فادا نگورما، استان زوندوما، بوسوما هستند و در سراسر بورکینافاسو حکومت می‌کنند.
داستان یننگا در تاریخ‌های شفاهی مختلف، به زمانی بین قرن‌های یازدهم تا پانزدهم میلادی برمی‌گردد. طبق این داستان، شاهزاده‌خانم یننگا با لباس مردانه فرار کرد. سپس به خانه یک شکارچی فیل ماندی به نام ریاله آمد. آنها پسری به نام اودرائوگو داشتند که این نام را از اسبی که یننگا برای فرار از آن استفاده کرده بود، گرفته بود. اودرائوگو در سن پانزده سالگی به دیدار پدربزرگش، نایری، پادشاه مامپروگو، در گامباگا رفت و چهار اسب و ۵۰ گاو به او داده شد. تعدادی سوارکار به نیروهای او پیوستند و اودرائوگو با آنها مردم محلی را فتح کرد، با زنی به نام پوئیریکتا ازدواج کرد که برای او سه پسر به دنیا آورد و شهر تنکودوگو را ساخت. پسر بزرگتر، دیابا لومپو بود که شهر فادا نگورما را تأسیس کرد. پسر دوم، راوا، حاکم استان زوندوما شد. پسر سوم او، زونگرانا، پس‌از مرگ اودرائوگو، حاکم تنکودوگو شد. زونگرانا با پویتنگا، زنی که ازطرف پادشاه قوم نینیسی فرستاده شده بود، ازدواج کرد و ازدواج‌های حاصل بین داگبامبا - مامپروسی، داگومبا، و نامومبا، مانده، نینیسی و مردم محلی، قوم موسی را تشکیل داد. زونگرانا و پویتنگا پسری به نام اوبری داشتند که با فتح کیبیسی و برخی از مردم گورونسی، پادشاهی را گسترش داد. اوبری که از حدود ۱۰۵۰ تا ۱۰۹۰ میلادی حکومت می‌کرد، اغلب به‌عنوان بنیان‌گذار سلسله وگادوگو شناخته می‌شود که از پایتخت وگادوگو حکومت می‌کرد.

### ظهور و تمرکزگرایی

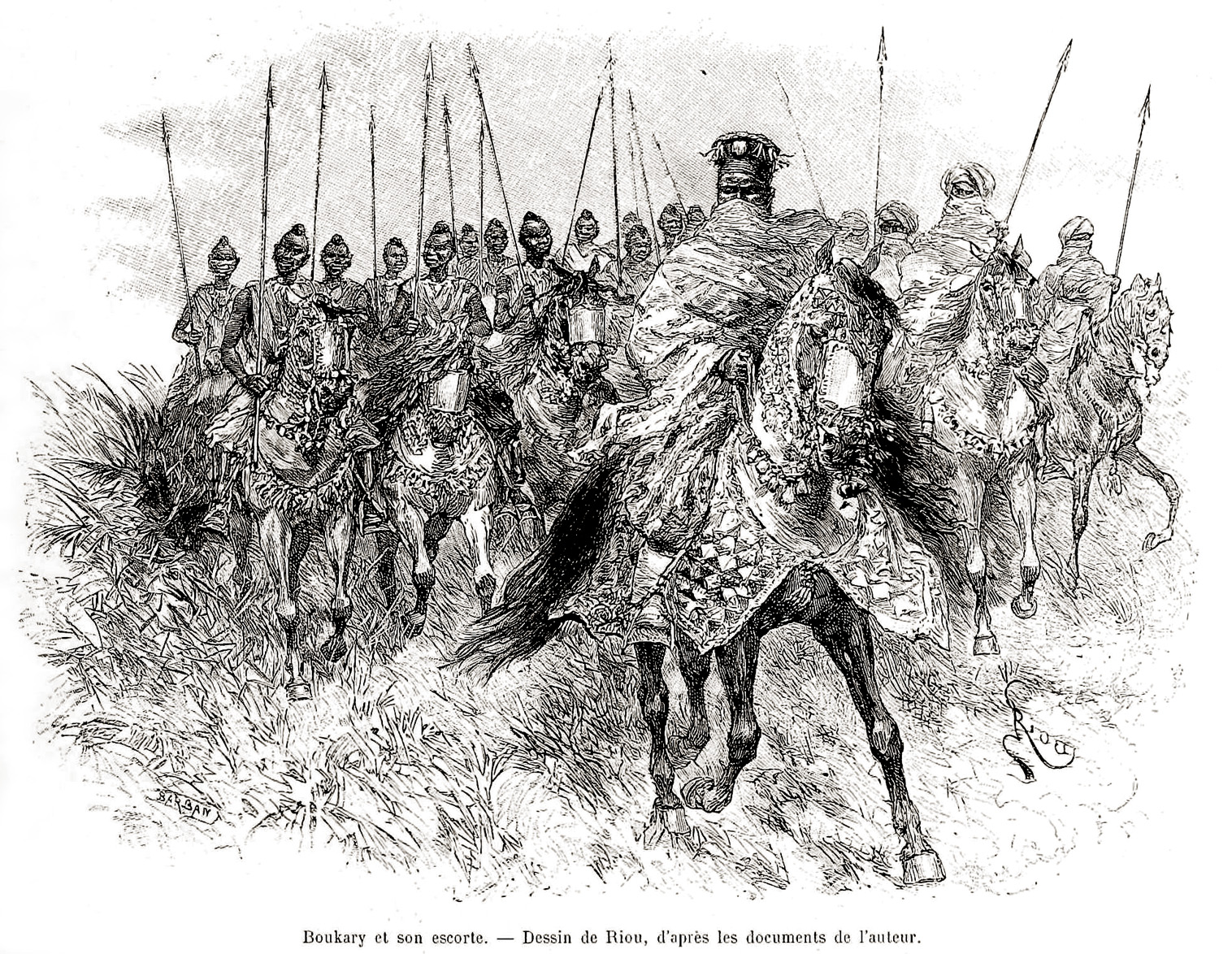
سواره‌نظام‌های موسی در حمله به خاک دشمنتصویر: بوکاری کوتو، همچنین معروف به ووبگو، پادشاه موسی وآگادوگو، به‌همراه سپاه سواره‌نظامش، بورکینافاسو، ۱۸۹۲.

پس‌از سلطنت اوبری، تمرکزگرایی و گسترش در مقیاس کوچک پادشاهی‌ها از وظایف اصلی حاکمان بود. سلسله واگادوگو کنترل خود را در واگادوگو حفظ کرد، سایر پادشاهی‌های تأسیس‌شده توسط پسران اوئدرائوگو استقلال خود را در تنکودوگو، فادا نگورما و زوندوما حفظ کردند. در زمان پنجمین حاکم، کومدیمیه (حدود ۱۱۷۰)، دو انقلاب توسط اعضای سلسله واگادوگو آغاز شد که پادشاهی یاتنگا را در شمال و پادشاهی ریزیم را تأسیس کرد. جنگ بین کومدیمیه و یاتنگا سال‌ها طول کشید و یاتنگا سرانجام ایالت مستقل موسی زوندوما را به‌دست گرفت. در همان زمان، کومدیمیه سطح جدیدی از تسلط را برای پسران خود به‌عنوان دیما در استان‌های جداگانه ایجاد کرد. آنها تا حدودی خودمختاری داشتند اما حاکمیت سلسله واگادوگو را به رسمیت شناختند. این سیستم تصرف قلمرو و انتصاب پسران به‌عنوان دیما توسط بسیاری از حاکمان آینده ادامه یافت.
قدرت روزافزون پادشاهی‌های موسی منجر به درگیری‌های بزرگتری با قدرت‌های منطقه‌ای، به‌ویژه با امپراتوری‌های مالی و سونگای شد. در قرن پانزدهم، موسی‌ها تیمبوکتو را تصرف کردند و مرکز تجاری مهم والاتا را غارت کردند، اگرچه بسیاری از مورخان معتقدند که مسئول «موسی» این حملات، گروهی متفاوت از کسانی بودند که ادعا می‌کنند از نسل یننگا هستند. هنگامی که آسکیا محمد اول رهبر امپراتوری سونگای شد و قصد گسترش اسلام را داشت، در سال ۱۴۹۷ جنگی «مقدس» علیه پادشاهی‌های موسی به راه انداخت. اگرچه نیروهای موسی در این حمله‌ها شکست خوردند، اما در برابر تلاش‌ها برای اسلام‌آوردن مقاومت کردند. با فتح سونگای توسط مراکشی‌های سلسله سعدی در سال ۱۵۹۱، ایالت‌های موسی استقلال خود را دوباره برقرار کردند.
تا قرن هجدهم، قدرت اقتصادی و نظامی پادشاهی‌های موسی به‌طور قابل توجهی افزایش یافته بود. روابط تجاری خارجی در سراسر آفریقا گسترش یافت و ارتباطات مهمی با پادشاهی‌های فولا و امپراتوری مالی برقرار شد. در این مدت، موسی‌ها توسط نیروهای مختلف آفریقایی مورد حمله قرار گرفتند. اگرچه تعدادی از دولت‌های جهادی در منطقه وجود داشتند که سعی در گسترش اجباری اسلام داشتند، یعنی امپراتوری ماسینا و خلافت سوکوتو، پادشاهی‌های موسی تا حد زیادی آداب و رسوم مذهبی و سنتی خود را حفظ کردند.

### فتح توسط فرانسه
اولین کاوشگر اروپایی که در سال ۱۸۸۸ وارد منطقه شد، گوتلوب کراوز آلمانی بود. پس‌از آن، یک هیئت اعزامی بریتانیایی در سال ۱۸۹۴ به رهبری جورج اکم فرگوسن، رهبران موسی را متقاعد کرد که پیمان حفاظت را امضا کنند. با وجود این، فرانسوی‌ها در سال ۱۸۹۶ وارد منطقه شدند و پیمان حفاظت را نادیده گرفتند و پادشاهی موسی را فتح کردند و آن را به بخشی از مستعمره ولتای علیا تبدیل کردند. فرانسوی‌ها پیش‌از این تمام پادشاهی‌های اطراف را فتح کرده یا به تصرف خود درآورده بودند که پادشاهی‌های موسی را منزوی کرده بود. به آخرین پادشاه واگادوگو، به نام ووبگو، یک روز قبل از حمله نیروهای فرانسوی هشدار داده شد. او هنگام فرار از شهر، نیرویی را برای مقابله با آنها فرستاد. سپس برادر ووبگو، کوکا، پادشاه واگادوگو شد و با فرانسوی‌ها و یاتنگا متحد شد تا ووبگو را بگیرد. وقتی فرانسوی‌ها و بریتانیایی‌ها بر سر مرز بین مستعمراتشان به توافق رسیدند، ووبگو حمایت اصلی خود را از دست داد و با مستمری بریتانیا به زونگوییری در ساحل طلا رفت و در سال ۱۹۰۴ در همان‌جا درگذشت
در نتیجه انسجام قابل توجه پادشاهی‌های موسی، فرانسوی‌ها تا حد زیادی تشکیلات اداری را در جای خود نگه داشتند. آنها موگو نااوا در واگادوگو را به‌عنوان رهبر اصلی منطقه منصوب کردند و پنج وزیر تحت‌نظر او ایجاد کردند که بر مناطق مختلف (که عمدتاً به مرزهای پادشاهی موسی پایبند بودند) حکومت می‌کردند.

## سازمان
پادشاهی‌های موسی حول پنج پادشاهی مختلف سازماندهی شده بودند: وگادوگو، تنکودوگو، فادا نگورما، زوندوما (که بعدها یاتنگا جایگزین آن شد) و بوسوما. بااین‌حال، ۱۹ پادشاهی موسی کوچک‌تر دیگر نیز وجود داشتند که ارتباط خود را با یکی از چهار پادشاهی اصلی حفظ کرده بودند. هر یک از این پادشاهی‌ها استقلال و خودمختاری داخلی قابل توجهی را حفظ کردند، اما پیوندهای خویشاوندی، نظامی و آیینی با یکدیگر داشتند. هر پادشاهی ساختارهای داخلی مشابهی با پادشاهان، وزرا و سایر مقامات و درجه بالایی از تمرکز اداری داشت. رقابت بزرگی بین پادشاهی‌های مختلف، یعنی بین یاتنگا و واگادوگو، وجود داشت. واگادوگو اغلب به‌عنوان پادشاهی اصلی موسی در نظر گرفته می‌شد که توسط موگو نعبا اداره می‌شد، اما پایتخت پادشاهی‌های موسی نبود زیرا هر یک خودمختاری خود را حفظ کردند.
در داخل کشور، پادشاهی‌های موسی بین ناکومبسه و تنگبیسه تمایز قائل می‌شدند. ناکومبسه مدعی ارتباط تباری با بنیانگذاران پادشاهی‌های موسی و قدرت «نام» بودند که به آنها حق الهی حکومت می‌داد. در مقابل، تنگبیسه‌ها افرادی بودند که در پادشاهی‌ها جذب شده بودند و هرگز به نام دسترسی نداشتند. بااین‌حال، به‌دلیل ارتباطشان با منطقه، آنها «تنگا» داشتند که به آنها اجازه می‌داد در مورد مسائل مربوط به زمین تصمیم بگیرند. حاکمان نام و حامیان تنگا به هم متصل بودند و تعادل قدرت دو طرفه را در جامعه ایجاد می‌کردند.

## دین
پادشاهی‌های موسی که در نزدیکی بسیاری از کشورهای اصلی اسلامی غرب آفریقا قرار داشتند، یک نظام مذهبی مختلط ایجاد کردند و درعین‌حال که مذهب بومی موسی خود را حفظ می‌کردند، برخی از اختیارات اسلام را به رسمیت می‌شناختند. پادشاه در دو جشنواره بزرگ شرکت می‌کرد، یکی بر شجره‌نامه دودمان سلطنتی (به منظور افزایش «نام» خود) و دیگری قربانی برای تنگا.
اگرچه آنها در ابتدا در برابر اسلام‌آوردن مقاومت کرده و استقلال خود را از کشورهای اصلی اسلامی غرب آفریقا حفظ کرده بودند، اما تعداد قابل توجهی از مسلمانان در این پادشاهی زندگی می‌کردند. در واگادوگو، موگو نعبا، امامی را منصوب کرد که در ازای به رسمیت شناختن قدرت نسب‌شناسی پادشاه، اجازه داشت قرائت قرآن را برای خاندان سلطنتی ایراد کند.